# 빛나는 조국
빛나는 조국은 조선민주주의인민공화국의 혁명 가요이자 군가이다. 제3의 애국가, 제3의 국가라고도 불리며 박세영이 작사, 리면상이 작곡하였다. 1946년에 북조선인민위원회에서 김일성 위원장이 승인한 곡이다. 조선민주주의인민공화국의 국영방송인 조선중앙텔레비죤의 방송 종료 시그널 음악이다.

## 같이 보기
- 조선중앙텔레비죤
- 조선인민군가